# Hilarius (påve)
Hilarius, född på Sardinien, död 29 februari 468 i Rom, var påve från den 19 november 461 till sin död den 29 februari 468. Hilarius vördas som helgon i Romersk-katolska kyrkan, med 28 februari som minnesdag. 

## Biografi
Hilarius var född på Sardinien. Innan han blev påve var han ärkediakon och hade tillsammans med biskop Julius av Puteoli varit Leo I:s legat vid det så kallade rövarkonciliet i Efesus (Latrocinium) år 449. Där hade han drivit påvens överhöghet hårt samt opponerat sig mot fördömelsen av Flavianus av Konstantinopel, och därför blivit föremål för våldsamheter från Dioskurus av Alexandria varför han hade flytt. Efter stora svårigheter hade han lyckats ta sig tillbaka till Rom med underrättelser till påven om synoden. Han valdes till att efterträda Leo, och konsekrerades sannolikt den 19 november 461.
Hilarius fullföljde sin företrädares påvliga politik och hävdade den romerska biskopstolens supremati över de flesta galliska och spanska biskoparna. Flera ärkebiskopar i dessa trakter utsåg biskopar eller flyttade biskopar från ett säte till ett annat, fastän sådana beslut tillkom påven. Bland annat hade en ärkediakon i Narbonne olagligen uppstigit på biskopssätet där. Hilarius kallade till synod, med ärkediakonen företrädd av legater, och utfärdade därefter en encyklika som han sände till biskoparna i omgivningarna: ärkediakonen skulle bli titulärbiskop av Narbonne, men inte få göra biskopstjänst. Originaldokumenten från en annan synod, i Santa Maria Maggiore den 19 november 465, är de äldsta bevarade i historien. Synoden behandlar tillsättningen av Irenaeus. Liber Pontificalis uppger att Hilarius utfärdade en encyklika till den östliga kyrkan om koncilierna i Nicaea 325, Efesos 431 och Chalkedon 451, men denna finns inte bevarad.
Hilarius sökte reformera flera av klostren i Rom. Han lät bygga två oratorier vid Lateranbaptisteriet i Lateranen, till Johannes Döparen – Oratorio di San Giovanni Battista – och Johannes Evangelisten – Oratorio di San Giovanni Evangelista. Han uppförde även två publika badanläggningar, två kloster och ett bibliotek vid San Lorenzo fuori le Mura.
Hilarius är begravd i San Lorenzo fuori le Mura.